# Kardynałowie z nominacji Grzegorza XIII
Papież Grzegorz XIII (1572–1585) mianował 33 nowych kardynałów:

## 2 czerwca 1572
1. Filippo Boncompagni, bratanek papieża – kardynał prezbiter S. Sisto (tytuł nadany 16 czerwca 1572), zm. 9 czerwca 1586

## 5 lipca  1574
1. Filippo Guastavillani, siostrzeniec papieża – kardynał diakon S. Maria Nuova (tytuł nadany 14 lipca 1574), następnie kardynał diakon S. Maria in Cosmedin (8 listopada 1577), kardynał diakon S. Angelo in Pescheria (19 grudnia 1583), kardynał diakon S. Eustachio (7 stycznia 1587), zm. 17 sierpnia 1587

## 19 listopada 1576
1. Andreas von Österreich, syn arcyksięcia Austrii Ferdynanda – kardynał diakon S. Maria Nuova (tytuł nadany 11 grudnia 1577), zm. 12 listopada 1600

## 3 marca 1577
1. Albrecht von Österreich, syn cesarza Maksymiliana II – kardynał diakon bez tytułu, następnie kardynał prezbiter S. Croce in Gerusalemme (12 lutego 1580); zrezygnował z godności kardynalskiej 31 lipca 1598, zm. 13 lipca 1621

## 21 lutego 1578
1. Alessandro Riario, tytularny patriarcha Aleksandrii – kardynał prezbiter S. Maria in Aracoeli (tytuł nadany 3 marca 1578), zm. 18 lipca 1585
2. Claude de la Baume, arcybiskup Besançon – kardynał prezbiter S. Pudenziana (tytuł nadany 24 sierpnia 1580), zm. 14 czerwca 1584
3. Louis II de Lorraine-Guise, arcybiskup elekt Reims – kardynał prezbiter bez tytułu, zm. 24 grudnia 1588
4. Gerard van Groesbeeck, elekt Liége – kardynał prezbiter bez tytułu, zm. 23 grudnia 1580
5. Pedro de Deza – kardynał prezbiter S. Ciriaco e Ss. Quirico e Giulitta (tytuł nadany 22 czerwca 1580), następnie kardynał prezbiter S. Prisca (28 marca 1582), kardynał prezbiter S. Girolamo degli Schiavoni (20 kwietnia 1587), kardynał prezbiter S. Lorenzo in Lucina (18 sierpnia 1597), kardynał biskup Albano (23 kwietnia 1600), zm. 27 sierpnia 1600
6. René de Birague, tytularny kanclerz królestwa Francji – kardynał prezbiter bez tytułu, zm. 24 listopada 1583
7. Charles II de Lorraine-Vaudémont, brat królowej Francji Ludwiki – kardynał diakon S. Maria in Domnica (tytuł nadany 24 czerwca 1585), następnie kardynał prezbiter SS. Trinita al Monte Pincio (20 kwietnia 1587), zm. 30 października 1587
8. Giovanni Vincenzo Gonzaga OSIoHieros, przeor Barletty – kardynał diakon S. Giorgio in Velabro (tytuł nadany 21 listopada 1578), następnie kardynał diakon S. Maria in Cosmedin (19 grudnia 1583), kardynał prezbiter S. Maria in Cosmedin (18 grudnia 1585), kardynał prezbiter S. Alessio (20 kwietnia 1587), zm. 23 grudnia 1591

Fernando de Toledo Oropesa (zm. 1590) nie przyjął nominacji.

## 15 grudnia 1578
1. Gaspar de Quiroga y Vela, arcybiskup Toledo – kardynał prezbiter S. Balbina, zm. 12 listopada 1594

## 12 grudnia 1583
1. Giovanni Antonio Facchinetti de Nuce, tytularny patriarcha Jerozolimy  – kardynał prezbiter Ss. IV Coronati (tytuł nadany 9 stycznia 1584), od 29 października 1591 papież Innocenty IX, zm. 30 grudnia 1591
2. Giambattista Castagna, konsultor Świętego Oficjum i Świętej Konsulty – kardynał prezbiter S. Marcello (tytuł nadany 9 stycznia 1584), od 15 września 1590 papież Urban VII, zm. 27 września 1590
3. Alessandro de’ Medici, arcybiskup Florencji, ambasador Toskanii  – kardynał prezbiter Ss. Quirico e Giulitta (tytuł nadany 9 stycznia 1584), następnie kardynał prezbiter Ss. Giovanni e Paolo (14 stycznia 1591), kardynał prezbiter S. Pietro in Vincoli (14 lutego 1592), kardynał prezbiter S. Prassede (27 kwietnia 1594), kardynał prezbiter S. Maria in Trastevere (21 lutego 1600), kardynał biskup Albano (30 sierpnia 1600), kardynał biskup Palestriny (17 czerwca 1602); od 1 kwietnia 1605 papież Leon XI, zm. 27 kwietnia 1605
4. Rodrigo de Castro Osorio, arcybiskup Sewilli – kardynał prezbiter Ss. XII Apostoli (tytuł nadany 20 maja 1585), zm. 18 września 1600
5. Charles de Bourbon de Vendôme, koadiutor Rouen – kardynał prezbiter bez tytułu, zm. 30 lipca 1594
6. François de Joyeuse, arcybiskup Narbonne – kardynał prezbiter S. Silvestro in Capite (tytuł nadany 20 maja 1585), następnie kardynał prezbiter SS. Trinita al Monte Pincio (11 grudnia 1587), kardynał prezbiter S. Pietro in Vincoli (27 kwietnia 1594), kardynał biskup Sabiny (24 marca 1604), kardynał biskup Ostia e Velletri (17 sierpnia 1611), zm. 23 sierpnia 1615
7. Michele della Torre, biskup Cenedy – kardynał prezbiter bez tytułu, zm. 21 lutego 1586
8. Giulio Canani, biskup Adrii – kardynał prezbiter S. Eusebio (tytuł nadany 28 listopada 1584), następnie kardynał prezbiter S. Anastasia (20 marca 1591), zm. 27 listopada 1592
9. Niccolò Sfondrati, biskup Cremony – kardynał prezbiter S. Cecilia (tytuł nadany 14 stycznia 1585); od 5 grudnia 1590 papież Grzegorz XIV, zm. 16 października 1591
10. Anton Maria Salviati, biskup St.-Papoul, nuncjusz we Francji  – kardynał prezbiter S. Maria in Aquiro (tytuł nadany 9 stycznia 1584), następnie kardynał prezbiter S. Maria della Pace (20 kwietnia 1587), kardynał prezbiter S. Lorenzo in Lucina (23 kwietnia 1600), kardynał prezbiter S. Maria in Trastevere (30 sierpnia 1600), zm. 16 kwietnia 1602
11. Agostino Valier, biskup Werony – kardynał prezbiter S. Marco (tytuł nadany 14 stycznia 1585), następnie kardynał biskup Palestriny (1 czerwca 1605), zm. 23 maja 1606
12. Vincenzo Lauro, biskup Mondovi, nuncjusz w Sabaudii  – kardynał prezbiter S. Maria in Via (tytuł nadany 20 maja 1585), następnie kardynał prezbiter S. Clemente (2 marca 1589), zm. 17 grudnia 1592
13. Filippo Spinola, biskup Noli – kardynał prezbiter S. Sabina (tytuł nadany 20 lutego 1584), zm. 20 sierpnia 1593
14. Alberto Bolognetti, biskup Massa Marittima, nuncjusz w Polsce – kardynał prezbiter bez tytułu, zm. 17 maja 1585
15. Jerzy Radziwiłł, biskup Wilna – kardynał prezbiter S. Sisto (tytuł nadany 14 lipca 1586), zm. 21 stycznia 1600
16. Matthieu Cointerel, datariusz papieski, kanonik bazyliki watykańskiej – kardynał prezbiter S. Stefano al Monte Celio (tytuł nadany 9 stycznia 1584), zm. 29 listopada 1585
17. Simeone Tagliavia d’Aragonia – kardynał diakon bez tytułu, następnie (1585?) kardynał prezbiter S. Maria degli Angeli (tytuł nadany 20 maja 1585), kardynał prezbiter S. Anastasia (9 grudnia 1592), kardynał prezbiter S. Girolamo degli Schiavoni (18 sierpnia 1597), kardynał prezbiter S. Prassede (21 lutego 1600), kardynał prezbiter S. Lorenzo in Lucina (30 sierpnia 1600), kardynał biskup Albano (17 czerwca 1602), kardynał biskup Sabiny (19 lutego 1603), zm. 20 maja 1604
18. Scipione Lancelotti, audytor Roty Rzymskiej – kardynał prezbiter S. Simeone Profeta (tytuł nadany 9 stycznia 1584), następnie kardynał prezbiter S. Salvatore in Lauro (20 kwietnia 1587), zm. 2 czerwca 1598
19. Francesco Sforza di Santa Fiora – kardynał diakon S. Giorgio in Velabro (tytuł nadany 16 stycznia 1584), następnie kardynał diakon S. Nicola in Carcere (29 lipca 1585), kardynał diakon S. Maria in Via Lata (5 grudnia 1588), kardynał prezbiter S. Matteo in Merulana (13 listopada 1617), kardynał biskup Albano (5 marca 1618), kardynał biskup Frascati (6 kwietnia 1620), kardynał biskup Porto e S. Rufina (27 września 1623), zm. 9 września 1624

## 4 lipca 1584
1. Andrzej Batory, bratanek króla Polski Stefana Batorego, ambasador Polski – kardynał diakon S. Adriano (tytuł nadany 23 lipca 1584), następnie kardynał diakon S. Angelo in Pescheria (7 stycznia 1587), zm. 28 października 1599